# Mjanma na Letnich Igrzyskach Olimpijskich 2020
Mjanma na Letnich Igrzyskach Olimpijskich 2020 – występ kadry sportowców reprezentujących Mjanmę na igrzyskach olimpijskich, które odbyły się w Tokio w Japonii, w dniach 23 lipca - 8 sierpnia 2021 roku.
Reprezentacja Mjanmy liczyła dwóch zawodników - kobietę i mężczyznę, którzy wystąpili w 2 dyscyplinach.
Był to osiemnasty start Mjanmy na letnich igrzyskach olimpijskich.

## Reprezentanci

### Badminton
| Zawodnik         | Konkurencja           | Faza grupowa                                    | Faza grupowa | 1/8 finału       | Ćwierćfinały     | Półfinały        | Finał            | Pozycja |
| Zawodnik         | Konkurencja           | Przeciwnicy Wynik                               | Pozycja      | Przeciwnik Wynik | Przeciwnik Wynik | Przeciwnik Wynik | Przeciwnik Wynik | Pozycja |
| ---------------- | --------------------- | ----------------------------------------------- | ------------ | ---------------- | ---------------- | ---------------- | ---------------- | ------- |
| Thuzar Thet Htar | gra pojedyncza kobiet | Gregoria Mariska Tunjung P 0:2 Lianne Tan P 0:2 | 3.           | NQ               | NQ               | NQ               | NQ               | 15.-42. |

### Strzelectwo
| Zawodnik     | Konkurencja                             | Kwalifikacje | Kwalifikacje | Finał | Finał   | Pozycja |
| Zawodnik     | Konkurencja                             | Wynik        | Pozycja      | Wynik | Pozycja | Pozycja |
| ------------ | --------------------------------------- | ------------ | ------------ | ----- | ------- | ------- |
| Ye Tun Naung | pistolet pneumatyczny, 10 m (mężczyźni) | 576          | 14.          | NQ    | NQ      | 14.     |